# Lifelines (Fernsehserie)
Lifelines ist eine deutsche Dramedy-Fernsehserie über den Ex-Truppenarzt Dr. Alex Rode, welcher von Jan Hartmann gespielt wird. Die erste Folge der ersten Staffel wurde am 8. Mai 2018 ausgestrahlt, auf dem Privatsender RTL.
Die Produktion der Serie wurde nach einer Staffel eingestellt.

## Handlung
Ex-Truppenarzt Dr. Alex Rode entscheidet sich seinen Vertrag bei der Bundeswehr nicht zu verlängern und nimmt stattdessen eine Stelle als Chirurg im fiktiven Kölner Hubertus-Krankenhaus an. Dort sorgt er durch seine unkonventionellen Behandlungsmethoden für Wirbel bei der Krankenhausleitung und seiner Ex-Freundin, der neuernannten Chefärztin Dr. Laura Seifert.

## Besetzung
Übersicht der beteiligten Schauspieler mit ihrer Rolle und der Beschreibung:
| Schauspieler         | Rollenname         | Rollenbeschreibung                          |
| Jan Hartmann         | Dr. Alex Rode      | Protagonist/Chirurg                         |
| Susan Hoecke         | Dr. Laura Seifert  | Protagonistin/Chefärztin, Alex’ Ex-Freundin |
| Marc Oliver Schulze  | Richard Kirchhoff  | Koch, Freund von Laura                      |
| Jytte-Merle Böhrnsen | Dr. Carolin Diehl  | Assistenzärztin                             |
| Ben Blaskovic        | Tobias Rode        | Bruder von Alex                             |
| Tina Amon Amonsen    | Annika Baumgartner | Krankenschwester                            |
| Oliver Bröcker       | Elias Wadowski     | Krankenpfleger                              |
| Idil Üner            | Sofi Reuter        | Krankenhausleitung                          |

## Episodenliste
| Nr. (ges.) | Nr. (St.) | Originaltitel              | Erstausstrahlung D | Regie                                          | Drehbuch |
| ---------- | --------- | -------------------------- | ------------------ | ---------------------------------------------- | -------- |
| 1          | 1         | Aus heiterem Himmel        | 8. Mai 2018        | Michael Wenning, Britta Keils, Kai Meyer-Ricks | —        |
| 2          | 2         | Ein Teil von dir           | 8. Mai 2018        | Michael Wenning, Britta Keils, Kai Meyer-Ricks | —        |
| 3          | 3         | Mein Baby gehört zu mir    | 15. Mai 2018       | Michael Wenning, Britta Keils, Kai Meyer-Ricks | —        |
| 4          | 4         | Nutze den Tag              | 15. Mai 2018       | Michael Wenning, Britta Keils, Kai Meyer-Ricks | —        |
| 5          | 5         | Wenn ich ein Vöglein wär   | 22. Mai 2018       | Michael Wenning, Britta Keils, Kai Meyer-Ricks | —        |
| 6          | 6         | Wie du mir, so ich dir     | 22. Mai 2018       | Michael Wenning, Britta Keils, Kai Meyer-Ricks | —        |
| 7          | 7         | „L“ wie Liebe              | 5. Juni 2018       | Michael Wenning, Britta Keils, Kai Meyer-Ricks | —        |
| 8          | 8         | Sex mit dem Ex             | 5. Juni 2018       | Michael Wenning, Britta Keils, Kai Meyer-Ricks | —        |
| 9          | 9         | Während du schliefst       | 12. Juni 2018      | Michael Wenning, Britta Keils, Kai Meyer-Ricks | —        |
| 10         | 10        | Alle guten Dinge sind drei | 12. Juni 2018      | Michael Wenning, Britta Keils, Kai Meyer-Ricks | —        |